# Wizja firmy
Wizja przedsiębiorstwa (ang. company vision) – obraz, wyobrażenie przedsiębiorstwa w przyszłości – mglisty (kierunkowa wizja przedsiębiorstwa), lub konkretny (całościowa wizja przedsiębiorstwa).

## Kierunkowa wizja przedsiębiorstwa (misja)
(ang. company mission albo mission statement); patrz też misja przedsiębiorstwa.
Ogólne, długofalowe wyobrażenie przyszłego stanu, pozycji przedsiębiorstwa. Stanowi generalną intencję, jaką funkcjonowaniu przedsiębiorstwa przypisują jego właściciele lub kierownictwo.
Wizja kierunkowa (misja) odwołuje się zazwyczaj do wartości o charakterze moralnym oraz idei ciągłości organizacji.
Misja funkcjonuje na trzech poziomach:
- deklaracji – wartości wyrażanych w przekazach dla akcjonariuszy, klientów, pracowników, władz i innych Interesariuszy,
- intencji – rzeczywistych zamiarów kierownictwa przedsiębiorstwa, nie deklarowanych publicznie,
- faktów – rzeczywistych działań, zbieżnych bądź rozbieżnych z deklaracjami i intencjami.

## Całościowa wizja przedsiębiorstwa
Skrystalizowany obraz przyszłości przedsiębiorstwa, możliwie szczegółowa „fotografia” jej stanu i sytuacji w ustalonym punkcie przyszłości.

## Składniki wizji
Kierunkowa wizja przedsiębiorstwa (misja) może, zaś całościowa wizja przedsiębiorstwa musi składać się z pięciu, możliwie konkretnie wyobrażonych składników:
- Domena działalności (ang. business domain) – podstawowy obszar specjalizacji biznesowej.
- Odpowiedzialność (ang. responsibility lub responsiveness) – wrażliwość przedsiębiorstwa na potrzeby i wymagania wartości interesariuszy, priorytety w ich realizacji.
- Standardy sukcesu – mierniki długookresowego powodzenia, wyrażone możliwie konkretnie w sferach finansów, rynku i marketingu i in.
- Kluczowe kompetencje (ang. – key competences lub key success factors) – umiejętności i technologie służące sukcesowi,
- Organizacja, rozumiana jako podstawowe zasady systemu kadrowego i hierarchii panujące w przedsiębiorstwie, często utrwalone w jego kulturze, tradycji i folklorze wewnątrzorganizacyjnym.

## Model DOSKO
Nazwa stosowana przez autora koncepcji Piotra Dwojackiego, oparta jest na pierwszych literach kolejnych składników. Koncepcja datowana na połowę lat 90. XX wieku.

## Funkcje dobrej wizji
- ukierunkowanie – wizja jako punkt odniesienia – umożliwia weryfikację zgodności bieżących działań z długofalowymi zamierzeniami i wartościami,
- uwiarygodnienie – wizja jako deklaracja intencji – stanowi narzędzie marketingu i Public Relations, w tym w kontaktach z akcjonariuszami; dotyczy wizji w formie publikowanej,
- integrowanie – wizja jako wartość wspólna – stanowi wartość, wokół której ogniskują się emocje i wartości wyznawane przez pracowników,
- inspirowanie – wizja jako źródło natchnienia – zachęca do innowacji zmierzających do szybszego, lepszego, tańszego wcielenia w życie zamierzeń zawartych w wizji,
- stabilizacja – wizja jako obietnica przyszłości – daje, szczególnie pracownikom niższych szczebli poczucie trwałości układu, w którym się znaleźli (ang. company identity); niekiedy stanowi wielki hamulec dla zmian o charakterze innowacyjnym lub restrukturyzacyjnym.

## Zarządzanie z wizją
Filozofia zarządzania oparta na wizji, kwestionująca stan obecny. Więcej: Zarządzanie z wizją